# Klaus Beyreiss
Klaus Stephan Friedrich Beyreiss (auch Beyreiß; * 13. April 1934 in Mühlhausen; † 31. Dezember 2013) war ein deutscher Mediziner und Professor für Pädiatrie und Neonatologie an der Universität Leipzig.

## Leben
Klaus Beyreiss studierte von 1952 bis 1957 Medizin an der Universität Leipzig. 1958 absolvierte er seine Pflichtassistenz am Bezirkskrankenhaus Cottbus, wo er 1959/1960 auch seine Facharztausbildung absolvierte. 1960 wurde er mit der Dissertation Über langdauernde intraportale Galaktoseinfusion beim Kaninchen zum Doktor der Medizin promoviert.
Noch im Jahr der Promotion stellte die Universität Beyreiss als Assistent am Institut für physiologische Chemie ein. Die Stelle hatte er bis 1964 inne, dann wurde er zum Facharzt für dieses Gebiet erklärt und wirkte fortan an der Kinderklinik der Universität. Von 1967 an fungierte er auch als Facharzt für Pädiatrie.
1969 wurde Beyreiss anhand der Schrift Vergleichende quantitative Untersuchungen über die Resorption und den Umsatz von Monosacchariden bei Neugeborenen, Säuglingen und Erwachsenen und deren Einfluß auf den Glucosespiegel im Blut für Pädiatrie habilitiert. Zwei Jahre darauf erhielt er auch seine Lehrbefähigung und wurde als Oberarzt an der Kinderklinik angestellt. Dort leitete er die Abteilungen Gastroenterologie und Ernährung seit 1974.
1976 wurde Beyreiss als Leiter des Themenkomplexes Fetomaternale Beziehungen der Hauptforschungsrichtung Schwangerschaft und frühkindliche Entwicklung am Ministerium für Gesundheitswesen in der DDR eingesetzt. Weiter leitete er fortan die Abteilung für Perinatologie an der Universität und koordinierte die Zusammenarbeit mit der Tschechoslowakei dieses Gebiet betreffend.
Einen Lehrauftrag für Pädiatrie am Bereich Medizin erhielt Beyreiss 1977. 1981 wurde er schließlich zum ordentlichen Professor für Pädiatrie und Neonatologie ernannt. Seit 1987 leitete er die internationale Arbeitsgemeinschaft Pädiatrische Gastroenterologie und Ernährung.
Im Jahr 1990 gab Beyreiss seine Tätigkeiten als Leiter von Themenkomplexen und weiterem auf. Zwei Jahre darauf verließ er auch die Universität sowie deren Klinik. Er wurde 1980 mit dem Gustav-Hertz-Preis Klasse II ausgezeichnet.

## Mitgliedschaften
Von 1978 bis 1990 war Beyreiss sowohl Mitglied des Projektrates für Perinatologie am Ministerium für Gesundheitswesen bei der DDR als auch Mitglied des wissenschaftlichen Rates beim Zentrum für Ernährungswissenschaft an der Universität. Von 1990 an leitete er für zwei Jahre auch die Kommission für Ernährung der Gesellschaft für Pädiatrie der DDR. Ab 1991 war er Mitglied der European Society for Pediatric Gastroenterology and Nutrition (ESPGAN).

## Schriften (Auswahl)
- Über langdauernde intraportale Galaktoseinfusion beim Kaninchen (ohne Ort 1960)
- Vergleichende quantitative Untersuchungen über die Resorption und den Umsatz von Monosacchariden bei Neugeborenen, Säuglingen und Erwachsenen und deren Einfluß auf den Glucosespiegel im Blut (Leipzig 1969)
- Pädiatrie (zwei Bände, Leipzig 1984)